# Hans Karl (Politiker, 1922)
Hans Karl (* 5. Januar 1922 in Griesheim; † 6. Juli 1996) war ein hessischer Politiker und von 1968 bis 1987 Bürgermeister der Stadt Griesheim für die SPD sowie zuvor Abgeordneter des Hessischen Landtags.

## Ausbildung und Beruf
Hans Karl machte nach dem Besuch der Volksschule, der kaufmännischen Berufsschule und dem Verwaltungsseminar eine kaufmännische Lehre. Zwischen 1941 und 1946 leistete er Kriegsdienst und arbeitete seit der Rückkehr aus der Kriegsgefangenschaft 1946 im öffentlichen Dienst.

## Politik
Hans Karl war Mitglied der SPD und war 1963 bis 1970 Kreisvorsitzender der SPD im Landkreis Darmstadt. Er war Mitglied des Kreistags des Landkreises Darmstadt bzw. Darmstadt-Dieburg seit 1956 und dort Vorsitzender der SPD-Fraktion von 1956 bis 1977 und danach stellvertretender Vorsitzender.
Hans Karl war 1956 bis 1968 Erster Beigeordneter der Gemeinde Gräfenhausen und von 1968 bis 1987 Bürgermeister von Griesheim.
Vom 5. Juli 1963 bis zum 16. April 1968 war er Mitglied des Hessischen Landtags. 1964 war er Mitglied der 4. Bundesversammlung.
Hans Karl verstarb 1996, ihm zu Ehren wurde der Marktplatz im Zentrum von Griesheim später in Hans-Karl-Platz umbenannt.